# Xènies d'Elis
Xènies d'Elis (en llatí Xenias, en grec antic Ξενίας) fou un polític d'Èlide molt ric, que era proxenos d'Esparta i que també estava connectat amb llaços privats d'hospitalitat amb el rei Agis II.
L'any 400 aC durant la guerra entre Esparta i Elis, Xènies i els seus partidaris oligàrquics van fer un intent d'enderrocar als seus adversaris per la força i entregar el país als espartans. Van sortir al carrer i van matar molts adversaris i entre ells a un home al que van confondre amb Trasideu, el cap del partit democràtic. Trasideu que s'havia adormit a causa d'una borratxera, es va despertar, es va posar al front dels seus i va derrotar els oligarques, i va enviar a l'exili als caps més destacats, segons Xenofont i Diodor de Sicília.